# 下埜正太
下埜 正太（しもの しょうた、1977年3月13日 - ）は、関西で活動する鹿児島県出身のラジオDJ。セイ所属。

## 人物
- 血液型:B型。
- 趣味:格闘技観戦。
- 資格:糸洲流空手初段、剛柔流空手二段、英検2級、映画検定4級。
- 元ヴィッセル神戸スタジアムDJで、2007-2008シーズンから2011-2012シーズンまで大阪エヴェッサホームゲームのスタジアムDJを務めた。
- テイ子・正太のピカキン!内で阪神ファンを公言している。
- 自称アニオタビギナー。
- 2020年7月よりエフエム大阪『LOVE FLAP』の水曜・木曜のDJを担当する[1]。同番組初の男性DJを務める事となる。

## 出演番組

### レギュラー
エフエム大阪
- BUZZ ROCK（月曜 21:00 - 21:55）
- Mashup!!（水曜 20:00 - 20:55/2010年4月8日 -）
- OTO-BAKA（水・木曜 18:00 - 19:30/2017年4月 -）

ABCラジオ
- ABCミュージックパラダイス（金曜 22:00 - 24:30）

ABCテレビ
- GAKUON! (2019年10月 -)

e-radio
- Friday Relaxing Space "Go! Go!"（2018年 - ）

J-COM
- ガンバEX（ガンバ大阪の応援・情報番組、MC兼ナレーター）
- ミナタン

### 過去の出演番組
FM OSAKA
- ASA-REN5（土曜　5:00-7:00/2002年3月）
- ROCK UP! 851（火曜　25:00-29:00/～2005年3月）
- 6 sense（木曜・金曜 7:00-8:20/2005年4月～2006年3月）
- Eyes on Japan（木曜・金曜 7:29-8:00/2006年4月～9月）
- SKY（木曜・金曜 7:29-8:00/2006年10月～2007年3月）
- もぐもぐ（木曜・金曜 8:20-11:00/2005年4月～2007年3月）
- ROCK the RADIO 851（火曜　19:00-20:55/2005年4月～2006年3月）
- ROCK the RADIO 851 Friday（金曜　20:00-21:55/2006年4月～2007年9月）
- Scramble（水曜　16:00-19:00/2007年4月～9月）
- テイ子・正太のピカキン!（金曜 7:30-13:00/2007年4月～2011年3月）
- ET-KINGのパーッと行こう!～大阪元気にしたるわい～（金曜 11:30-12:00/2011年4月～2012年3月）
- 下埜正太のショータイムレディオ

e-radio
- radio drive plus（月曜 16:00-19:00/～2008年9月）

ABCラジオ
- サマースペシャル ミュージックアワー  (第94回全国高等学校野球選手権大会第7日の雨傘番組)
- 桑原征平粋も甘いも「粋甘流☆美女と野獣NEO」（2019年10月…同月のお題「世界の国からクワバラや」にて、「世界の国からこんにちは」の替え歌歌唱を担当）

その他
- JCOMテレビ『おちゃのこSaiSai』